# Belvosia chaetosa
Belvosia chaetosa är en tvåvingeart som först beskrevs av Blanchard 1954.  Belvosia chaetosa ingår i släktet Belvosia och familjen parasitflugor. Inga underarter finns listade i Catalogue of Life.